# Terry Richardson
Terry Richardson, właśc. Terrence Richardson (ur. 14 sierpnia 1965 w Nowym Jorku) – amerykański fotograf mody i portretów, który zasłynał z prowokacyjnego stylu fotografowania, a zwłaszcza z użycia aparatów kompaktowych w kampaniach reklamowych znaczących firm Aldo Group, Supreme i Sisley, Marca Jacobsa, Toma Forda i Yvesa Sainta Laurenta, a także magazynów takich jak „Rolling Stone”, „GQ”, „Vogue”, „Vanity Fair”, „Harper’s Bazaar”, „i-D” i „Vice”.

## Życiorys

### Wczesne lata
Urodził się w Nowym Jorku jako syn aktorki Normy Kessler i fotografa mody Roberta George’a „Boba” Richardsona (ur. 3 czerwca 1928, zm. 5 grudnia 2005), który walczył ze schizofrenią i narkomanią. Jego ojciec był pochodzenia irlandzkiego, a matka żydowskiego. Większą część dzieciństwa spędził w Paryżu, gdzie jego ojciec pracował dla francuskiego magazynu „Vogue”. W 1969, gdy wyszedł na jaw romans ojca z 17-letnią wtedy modelką a później aktorką Anjeliką Houston, jego rodzice się rozwiedli. Richardson wraz z matką i ojczymem, Jackie Lomaxem przeniósł się do Woodstock w Nowym Jorku. Gdy miał 9 lat, jego matka uległa wypadkowi drogowemu i zapadła w śpiączkę, po tygodniu wybudziła się, lecz wymagała stałej opieki.
Uczęszczał do Nordhoff High School w Ojai w Kalifornii. W wieku 17 lat naukę kontynuował w Hollywood High School. Początkowo chciał być muzykiem. Grał przez cztery lata na gitarze basowej w zespole punkrockowym The Invisible Government, a także w wielu innych zespołach w południowej Kalifornii, w tym Signal Street Alcoholics (SSA), Doggy Style, Baby Fist i Middle Finger.

### Kariera
W 1982, gdy miał 17 lat dostał od matki w prezencie swój pierwszy aparat. W 1992 Richardson rzucił muzykę i przeniósł się do East Village, dzielnicy na nowojorskim Manhattanie, gdzie zaczął fotografować sceny z młodymi ludźmi bawiącymi się i nocne życie Nowego Jorku. Po raz pierwszy opublikował zdjęcia mody w 1994 dla magazynu „Vibe”; były to prowokacyjne obrazy pary obejmującej się w barze. Jego zdjęcia reklamowe do kampanii letniej 1995 brytyjskiej projektantki Katharine Hamnett, ukazywały dokumentalne, bezpośrednie ujęcia obściskujących się młodych ludzi i prezentowane były na międzynarodowym festiwalu w Paryżu International Festival de la Mode. Kolejne sesje odbywały się w Londynie dla magazynów „Arena”, „i-D”, „Details” czy „The Face”. Przełom w jego komercyjnej działalności miał miejsce dwa lata później, gdy rozpoczął współpracę z magazynem „Vogue” i był autorem okładki brazylijskiej edycji z Millą Jovovich. Wkrótce fotografował też dla „Vanity Fair”, „Harper’s Bazaar”, „Rolling Stone”, „GQ” i „Vice”. W 2001 zrealizował pierwszą wielką kampanię reklamową dla domu mody Gucci kierowanego wówczas przez Toma Forda. W 2004 zaprezentował niektóre ze swoich prac na wystawie w galerii w Nowym Jorku wraz z książką ze zdjęciami.
Sukcesem, który utorował mu drogę do najbardziej kasowych zleceń komercyjnych, była kampania dla francuskiej marki Sisley ze zdjęciem modelki Josie Maran dojącej krowę do swoich ust. W kolejnych latach tworzył kampanie reklamowe m.in. dla takich marek jak: Yves Saint Laurent, Marc Jacobs, Tom Ford, Gucci, Jimmy Choo, Dolce & Gabbana, Mercedes-Benz, Sisley, Diesel, H&M, Levi’s, Nike, Mango czy Belvedere.
Fotografował takie sławy jak Aaron Paul, Abbey Lee Kershaw, Adam Driver, Adam Levine, Adrian Grenier, Agyness Deyn, Alison Lohman, Amy Winehouse, Andrés Velencoso, Angela Lansbury, Anja Rubik, A$AP Rocky, Belladonna, Ben Stiller, Beyoncé, Britney Spears, Cameron Diaz, Candice Swanepoel, Cara Delevingne, Chloë Sevigny, Christian Bale, Cindy Crawford, Daft Punk, David Agbodji, David Gandy, Emilia Clarke, Emily Ratajkowski, Eminem, Evan Rachel Wood, François Sagat, Gaspar Noé, Gwen Stefani, Gwyneth Paltrow, Jake Gyllenhaal, James Franco, January Jones, Jared Leto, Jay-Z, Jennifer Aniston, Jessica Alba, Johnny Knoxville, Jon Bon Jovi, Jon Kortajarena, Joaquin Phoenix, Josh Hartnett, Justin Bieber, Justin Timberlake, Justin Theroux, Kanye West, Kat Dennings, Kate Moss, Kate Upton, Katerina Graham, Katy Perry, Kim Kardashian, Kirsten Dunst, Kobe Bryant, Kylie Jenner, Lady Gaga, LeBron James, Lil’ Kim, Lil Wayne, Lily Donaldson, Lindsay Lohan, Liza Minnelli, Macaulay Culkin, Madonna, Magdalena Frąckowiak, Marilyn Manson, Marlon Teixeira, Mary-Kate i Ashley Olsen, Matthew Gray Gubler, Megan Fox, Mike Tyson, Mila Kunis, Miley Cyrus, Miranda Kerr, Nicolas Cage, Norman Reedus, Odette Yustman, Paul Rudd, Penn Badgley, Pia Mia, Pharrell Williams, Red Hot Chili Peppers, Rihanna, Robert Downey Jr., Robin Thicke, Ron Jeremy, Samuel L. Jackson, Sarah Shahi, Sasha Grey, Sean O’Pry, Sharon Stone, Shaun White, Stephen Colbert, Steve-O, Tracy Morgan, Tyson Ballou, Usher, Will Ferrell, Woody Allen, Vincent Gallo, Young Jeezy, Zach Galifianakis, a także prezydent USA Barack Obama. Wyreżyserował również teledyski, m.in.: Death in Vegas, Primal Scream czy Miley Cyrus „Wrecking Ball” (2013).

## Kontrowersje
Richardson był wielokrotnie oskarżany o nadużycia, jakich miał się dopuszczać na modelkach, z którymi współpracował. Kilka modelek związanych z organizacją Model Alliance Sara Ziff i Alise Shoemaker oskarżyło go o molestowanie seksualne, wykorzystanie swoich wpływów, zmuszanie modelek do angażowania się w niepożądane zachowania seksualne, w tym angażowanie samego siebie w akty seksualne, a także napaści seksualne i wykorzystywanie młodych modelek. Richardson w odpowiedzi na zarzuty stwierdził, iż są nieprawdziwe, a on sam uważa siebie za „rozważnego i pełnego szacunku” do fotografii. W jego obronie stanęły modelki: Noot Seear, Daisy Lowe i Charlotte Free oraz projektant mody Marc Jacobs.
W 2017, ze względu na zarzuty o niewłaściwe zachowanie seksualne Richardsona, wiele marek modowych i magazynów modowych zdecydowało się nie zlecać już jego pracy, w tym magazyny Valentino, Bulgari i Condé Nast: „Vogue”, „Glamour”, „Wired”, „Vanity Fair” i „GQ”. W związku z reperkusjami zawodowymi od 2018 nie pracuje czynnie.

## Życie prywatne
Romansował z aktorkami porno Avy Scott i Vanessą del Rio. W 1996 ożenił się z modelką i makijażystką Nikki Uberti. Jednak trzy lata później, w 1999 małżeństwo zakończyło się rozwodem, krótko po tym, jak u Uberti zdiagnozowano raka piersi. Spotykał się z modelką Susan Eldridge (2003), biznesmenką Audrey Gelman (2010–2013), Lindsay Lohan (2012) i Demi Moore (w grudniu 2012). W 2004 związał się z Alexandrą ‘Skinny’ Bolotow, która 19 marca 2016 urodziła bliźniaki – Rexa i Romana. W lipcu 2017 w Taos poślubił Alex Bolotow.

## Teledyski
| Rok  | Tytuł                              | Artysta            |
| ---- | ---------------------------------- | ------------------ |
| 2003 | „Purple”                           | Whirlwind Heat     |
| 2007 | „Find a New Way”                   | Young Love         |
| 2010 | „Hurricane”                        | 30 Seconds to Mars |
| 2012 | „The Last Time”                    | Taylor Swift       |
| 2012 | „Red Lips”                         | Sky Ferreira       |
| 2013 | „Wrecking Ball”                    | Miley Cyrus        |
| 2013 | „Do What U Want”                   | Lady Gaga/R. Kelly |
| 2013 | „XO”                               | Beyoncé            |
| 2014 | „G.U.Y.” (zdjęcia), reż. Lady Gaga | Lady Gaga          |

## fotoksiążki
- 1998: Hysteric Glamour, wyd. Hysteric Glamour (Tokio) OCLC 86068704
- 1999: Son of Bob, wyd. Little More (Tokio). ISBN 978-4-947648-87-7.
- 2000: Terry Richardson – Feared by Men, Desired by Women, wyd. Shine Gallery (Londyn) ISBN 978-0-9538451-1-8.
- 2002: Too Much, wyd. Sisley (Włochy)
- 2004: Terry – The Terry Richardson Purple Book, wyd. Purple Institute (Paryż) OCLC 62146661
- 2004: Terry Richardson, wyd. Stern Gruner + Jahr (Hamburg) ISBN 978-3-570-19443-0.
- 2004: Terryworld By Dian Hanson, wyd. Tashen (Hong Kong; Los Angeles). ISBN 978-3-8365-0191-0.
- 2006: Kibosh, wyd. Damiani Editore (Bolonia) ISBN 978-88-89431-30-6.
- 2006: Manimal, wyd. Hysteric Glamour (Tokio)
- 2007: Rio, Cidade Maravilhosa, wyd. Diesel/Vintage Denin (Brazylia)
- 2011: Hong Kong, wyd. Diesel (Hong Kong)
- 2011: Mom & Dad, wyd. Mörel Books (Londyn)
- 2011: Lady Gaga x Terry Richardson, wyd. Grand Central Publishing (Nowy Jork) ISBN 978-1-4555-1389-5.